# Debora Sbei
Debora Sbei (Teramo, 1º gennaio 1990) è una pattinatrice artistica a rotelle italiana.
Oggi è allenatrice della A.S.D. Giulianova Pattinaggio Artistico, società di pattinaggio artistico con sede a Giulianova è Laureata in Ingegneria Edile. Parla fluentemente: italiano, spagnolo e inglese, oltre a comprendere il portoghese. 
Debora si è ufficialmente ritirata dall'attività agonistica nel 2016.

## Biografia
Debora Sbei nasce il 1º gennaio 1990 a Teramo, ma risiede a Colleranesco, piccola frazione di Giulianova.
Ha frequento l'Istituto Tecnico per Geometri "Carlo Forti" di Teramo e successivamente si è laureata in ingegneria edile presso l'Università Politecnica delle Marche.
Indossa i primi pattini all'età di 4 anni, qualche anno dopo incomincia con le prime competizioni, per essere convocata in nazionale la prima volta all'età di 12 anni,nel 2002 per disputare il Campionato Europeo di Vic 2002, in cui si classificherà 3ª (nella specialità delle coppie artistico). 
Nel 2005 vince il primo campionato italiano jeunesse di libero e combinata, ma è nel 2006 che per la prima volta si affaccia sul palcoscenico internazionale, disputando i Campionati Mondiali a Murcia in Spagna e vincendo nella specialità del libero, la sua prima medaglia d'oro Mondiale. Ad oggi nel suo palmarès sono presenti:
- 15 medaglie d'oro ai Campionati Mondiali
- 6 medaglie d'oro ai Campionati Europei
- 19 medaglie d'oro ai Campionati Italiani.

Debora Sbei è stata allenata da Sara Locandro, tecnico federale e responsabile SIRI, che con i suoi atleti ha vinto oltre 30 titoli mondiali.
Detiene il primato mondiale di 15 campionati mondiali vinti, a pari merito con Tanja Romano.

## Specialità Singolo
Pluricampionessa mondiale di pattinaggio artistico
a rotelle allenata da Sara Loncandro, curriculum:
CATEGORIA JEUNESSE
2005
- CAMPIONESSA ITALIANA di libero e combinata, a Bologna, Italia;
- VICE CAMPIONESSA EUROPEA di libero e combinata, a Copenaghen, Danimarca;

2006
- CAMPIONESSA ITALIANA di libero e VICE nella combinata, a Misano Adriatico, Italia;
- VICE CAMPIONESSA EUROPEA di libero e combinata, a Renče, Slovenia;

CATEGORIA JUNIORES
- CAMPIONESSA MONDIALE di libero, a Murcia, Spagna;

2007
- CAMPIONESSA ITALIANA di libero e combinata, a Roccaraso, Italia;
- CAMPIONESSA EUROPEA di libero e combinata, a Gujan-Mestras, Francia;
- CAMPIONESSA MONDIALE di libero e combinata, a Surfers Paradise, Australia;

2008
- CAMPIONESSA ITALIANA di libero e combinata, a Fanano, Italia;
- CAMPIONESSA MONDIALE di libero e combinata, a Kaohsiung, Taiwan;

CATEGORIA SENIORES
2009
- VICE CAMPIONESSA ITALIANA di libero e 3º posto di combinata, a Roccaraso, Italia;
- CAMPIONESSA MONDIALE di libero, a Friburgo, Germania;

2010
- CAMPIONESSA ITALIANA di libero e VICE nella combinata, a Roccaraso, Italia;
- CAMPIONESSA EUROPEA di libero e di combinata, a Vic, Spagna;
- CAMPIONESSA MONDIALE di combinata e VICE nel libero, a Portimão, Portogallo;

2011
- CAMPIONESSA ITALIANA di libero e combinata, a Roccaraso, Italia;
- CAMPIONESSA MONDIALE di libero e combinata, a Brasilia, Brasile;

2012
- CAMPIONESSA ITALIANA di libero, obbligatori e combinata, a Roccaraso, Italia;
- CAMPIONESSA EUROPEA di libero e combinata e VICE negli obbligatori, ad Arnas, Francia;
- CAMPIONESSA MONDIALE di libero e combinata e 3º posto negli obbligatori ad

Auckland, Nuova Zelanda;
2013
- VICE CAMPIONESSA ITALIANA di obbligatori, a Calderara di Reno, Italia;
- CAMPIONESSA ITALIANA di libero e combinata, a Roccaraso, Italia;
- CAMPIONESSA dei World Games, a Cali, Colombia;
- CAMPIONESSA MONDIALE di combinata e VICE di libero, a Taipei, Taiwan;

2014
- CAMPIONESSA ITALIANA di obbligatori, libero e combinata, a Roccaraso, Italia;
- CAMPIONESSA MONDIALE di libero e combinata e 3º posto di obbligatori, a Reus, Spagna;

2015
- CAMPIONESSA ITALIANA di libero, a Roccaraso, Italia;
- CAMPIONESSA MONDIALE di libero, a Cali, Colombia;

2016
- CAMPIONESSA ITALIANA di libero, a Roana, Italia;
- VICE CAMPIONESSA MONDIALE di libero, a Novara, Italia;

Dal 2005 al 2016 DEBORA SBEI ha ottenuto complessivamente
i seguenti risultati:
- 21
medaglie d'oro, 4 medaglie d'argento ed 1 di bronzo ai Campionati Italiani;
- 6
medaglie d'oro e 5 medaglie d'argento ai Campionati Europei;
- 15
medaglie d'oro, 3 medaglie d'argento e 2 di bronzo ai Campionati Mondiali;
- 4
medaglie d'oro ai Grand Prix.
Debora ha inoltre ottenuto diversi
riconoscimenti dal Coni, dalla Regione Abruzzo, dalla Provincia di Teramo, dal comune di Giulianova, ecc.

## Specialità Coppia Artistico
Debora Sbei oltre ad essere stata per oltre un decennio, ai vertici mondiali del pattinaggio artistico a rotelle nella specialità singolo, ha svolto dal 2002 al 2007 anche la carriera nella specialità coppia. Conseguendo i seguiti risultati:
- Bronzo Campionato italiano 2007 (Roccaraso, Italia).
- Bronzo Campionato mondiale 2007 (Surfers Paradise, Australia)
- Bronzo Campionato italiano 2006 (Misano Adriatico, Italia).
- Bronzo Campionato mondiale 2006 (Murcia, Spagna)
- Oro Campionato Europeo 2005 (Padova, Italia)
- Oro Campionato Europeo 2004 (Zurigo, Svizzera)

## Curiosità
Nel 2006 di ritorno dalla vittoria del suo primo Campionato Mondiale di Murcia in Spagna, i suoi concittadini la accolsero con una festa a sorpresa.